# Dealu Morii
Dealu Morii é uma comuna romena localizada no distrito de Bacău, na região de Moldávia. A comuna possui uma área de 70.47 km² e sua população era de 2 910 habitantes segundo o censo de 2007.